# Nimis
Nimis (Nimis en friulano, Néme o Niéme en esloveno) es una población de 2.862  habitantes en la provincia de Udine, en la región autónoma de Friuli-Venecia Julia.

## Demografía
| Gráfica de evolución demográfica de Nimis entre 1861 y 2001 |
|                                                             |
| Fuente ISTAT - elaboración gráfica de Wikipedia             |